# Цибулівський район (Уманська округа)
Цибулівський район — адміністративно-територіальна одиниця, яка існувала протягом 1923—1927 років у складі Уманської округи Київської губернії. Районний центр — селище Цибулів.
Район заснований у 1923 році в рамках адміністративно реформи в УРСР. Увійшов до складу Київської губернії.
У 1927 році ліквідований шляхом приєднання до Монастирищенського району.